# William White (Unternehmer)
William White (* 3. Februar 1897 in Midland Park (New Jersey); † 6. April 1967 Cleveland) war ein US-amerikanischer Eisenbahnmanager. Er war unter anderem Präsident der New York Central und der Delaware and Hudson Railroad.

## Leben
White wurde als Sohn niederländischer Einwanderer geboren. Nach Beendigung der High School in Ridgewood (New Jersey) begann er 1913 eine Lehre bei der Erie Railroad.
1927 erhielt er die Leitung des Youngstown Districts der Gesellschaft. Bis 1938 stieg er zum Bezirksleiter des Eastern Districts auf, als er ein Angebot der Virginian Railway als Vizepräsident erhielt. Er führte die Gesellschaft so gut, dass er 1941 zum Präsidenten der Delaware, Lackawanna and Western Railroad berufen wurde. Er unternahm große Anstrengungen um die Finanzen der Gesellschaft zu ordnen. So machte er unter anderem aus 18 eigenständigen Unternehmen ein einziges. Damit gelang es ihm die Steuerquote um 20 % zu senken. Unterstützt durch den Aufschwung infolge des Zweiten Weltkrieges gelang es ihm innerhalb von zehn Jahren Gewinne von 32 Millionen Dollar einzufahren und die Gesellschaft zu einer der effektivsten Eisenbahnen zu machen. So konnte 1948 erstmals seit 16 Jahren wieder eine Dividende gezahlt werden.
Im August 1952 löste er Gustav Metzman als Präsident der New York Central Railroad ab. Ihm gelang es die Wirtschaftlichkeit weiter zu steigern. Doch ein Defizit von rund 50 Millionen Dollar im Personenverkehr konnte er nicht wesentlich verringern. Im Frühjahr 1954 kommt es zum Proxy Fight mit Robert R. Young um die Präsidentschaft der NYC. Letzterem gelang es schließlich, die meisten Stimmrechte der Aktionäre auf sich zu vereinigen und White aus dem Amt zu drängen.
Im Oktober 1954 wurde White Präsident der Delaware and Hudson Railroad sowie deren Muttergesellschaft „Delaware & Hudson Co.“ Mit 90.000 Dollar verdiente er 25 % weniger als bei der New York Central. 1963 wurde er zusätzlich zum Präsidenten der Erie Lackawanna Railroad ernannt. Bei der EL gelang es ihm einen Verlust von 17 Millionen Dollar im Jahr 1963 in einen Gewinn von 6,7 Millionen Dollar im Jahr 1966 umzuwandeln. Am 6. April 1967 verstarb er in seinem Büro in Cleveland an einem Herzinfarkt.